# Muerte y funeral de Alan García
La muerte y funeral de Alan García, expresidente del Perú, fueron una serie de sucesos que se produjeron desde el 17 de abril de 2019 cuando oficiales de la Policía Nacional del Perú habían acudido a su vivienda para arrestarlo preliminarmente por las investigaciones en su contra vinculadas al caso Odebrecht, procediendo a encerrarse en su dormitorio para luego dispararse en la cabeza. Su funeral se llevó a cabo en el local del Partido Aprista Peruano conocido como la Casa del Pueblo y fue cremado el 19 de abril en el cementerio católico de Huachipa.
A pesar de que el gobierno peruano dispuso que se otorguen las honras fúnebres que corresponden al Presidente de la República en ejercicio, por petición de la familia de García no se realizaron los honores póstumos como el funeral de Estado a exmandatarios Según algunos analistas nacionales e internacionales, este gesto representó un nuevo matiz de la crisis política en el Perú que se vino desarrollando en los últimos años de la década 2010.
El gobierno peruano, a través del diario nacional El Peruano declaró tres días de duelo nacional: el 17, 18 y 19 de abril. Según el Ministerio Público el allanamiento del hogar de García que estaba incluido en las investigaciones del caso Odebrecht continuaría su curso con normalidad, a excepción del dormitorio que queda lacrado.

## Contexto
El expresidente Alan García venía siendo investigado por delitos de corrupción cometidos durante su segundo gobierno (2006-2011) vinculados al Caso Odebrecht, en virtud de lo cual el 17 de noviembre de 2018 el Segundo Juzgado de Investigación Preparatoria Anticorrupción, aceptando el pedido del fiscal José Domingo Pérez, emitió una orden de impedimento de salida del país por dieciocho meses en su contra por las irregularidades detectadas en la construcción de la Línea 1 del Metro de Lima, siendo esta una de las obras públicas realizadas por la empresa Odebrecht. Pese a que al conocer dicha noticia el expresidente manifestó que se allanaba al mandato judicial, asegurando incluso que no consideraba como una sanción estar dieciocho meses en su patria, este procedió a refugiarse en la embajada de Uruguay y solicitar asilo diplomático alegando una supuesta persecución política. Sin embargo el 3 de diciembre de 2018, el gobierno uruguayo le negó el asilo diplomático a García indicando que "en el Perú funcionan autónomamente y libremente los tres poderes del Estado, especialmente el Poder Judicial que está llevando a cabo las investigaciones de eventuales delitos económicos" y en tal sentido "invitamos al Sr. Alan García a retirarse de nuestra residencia diplomática". Esa misma mañana García tuvo que abandonar dicha sede. Poco después se supo que el expresidente también había intentado obtener asilo ante los gobiernos de Costa Rica y Colombia, siendo rechazado en ambos casos.

## Orden de detención y suicidio
El miércoles 17 de abril de 2019 se conoció que, a solicitud del fiscal José Domingo Pérez, quien sigue la investigación por los presuntos delitos vinculados al Caso Odebrecht, el Juez Juan Carlos Sánchez Balbuena del Segundo Juzgado de Investigación Preparatoria Especializado en Delitos de Corrupción de Funcionarios, había emitido una orden de detención preliminar por 10 días contra el exmandatario Alan García y otros funcionarios, además de un allanamiento, descerraje y registro domiciliario. La orden de detención, denominada «Resolución N° 02 - Auto que Resuelve Requerimiento Fiscal de Detención y Allanamiento» tiene fecha del martes 16 de abril de 2019 y contiene entre sus fundamentos, respecto al expresidente, lo siguiente:

«Se le atribuye ser presunto autor, en su calidad de Presidente de la República, entre los años 2006 al 2011, como miembro de una organización criminal, haberse concertado con los representantes de la empresa brasileña Odebrecht, específicamente con el Director Superintendente en el Perú, Jorge Enrique Simoes Barata, empresa interesada en los procesos de contrataciones del Estado (…) defraudando patrimonialmente de esta forma al Estado y en su perjuicio, puesto que habrían existido sobrevaloraciones en las obras que fueron significativamente mayores a su valor referencial, recibiendo a cambio dádivas por parte de la empresa Odebrecht (…) Que, de las declaraciones brindadas por el Colaborador Eficaz N° 01-2018-01 se desprenden elementos de convicción para sostener que Alan García Perez se concertó con Jorge Barata, para que se hiciera la adjudicación de la obra del Proyecto de la Línea 1 del Metro de Lima (…)».
Resolución N° 02 - Auto que Resuelve Requerimiento Fiscal de Detención y Allanamiento (pp. 5,35).

A las 06:27 horas (GMT-05) del día miércoles 17, miembros de la fiscalía y agentes de la policía se apersonaron a la vivienda del expresidente para ejecutar la detención preliminar. Sin embargo, cuando iba a ser detenido, García subió a su habitación y se encerró afirmando que llamaría a su abogado, momento en el que procedió a darse un disparo en la cabeza (6:31 horas). El sonido alertó a los agentes que ingresaron a su habitación y lo trasladaron de urgencia al hospital José Casimiro Ulloa donde estuvo hasta el momento de su muerte.
El expresidente entró al hospital con un diagnóstico de impacto de bala con entrada y salida en la cabeza. Luego de ingresar García, el hospital fue fuertemente resguardado por la policía. A las 7:10 horas, la Ministra de Salud Zulema Tomás informó que el exmandatario se encontraba en la sala de operaciones de dicho hospital. Durante esa intervención, tuvo tres paros cardiorrespiratorios. A las 8:19 horas, el estado del expresidente era crítico con pronóstico reservado. La situación para los familiares era alarmante. El hospital informó el deceso de Alan García a las 10:05 horas, provocada por una hemorragia cerebral masiva y tres paros cardiorrespiratorios.

## Funeral
Al conocerse oficialmente el fallecimiento del exmandatario, por protocolo oficial se izaron a media asta el Pabellón Nacional en los edificios públicos, bases militares, buques, instalaciones policiales, entidades del Estado y demás dependencias estatales y se decretó duelo nacional según el Decreto Supremo N° 076-2019-PCM de conformidad con lo dispuesto en los artículos 59 al 63 del Decreto Supremo N° 096-2005-RE, que aprueba las normas del Ceremonial del Estado y Ceremonial Regional.
Tal como indica el protocolo, se señaló a la familia que el traslado de los restos mortales del expresidente al lugar del velatorio sería "en privado" y las ceremonias religiosas tendrían "asistencia oficial" del Estado. El actual presidente o su representante debía encabezar el cortejo fúnebre junto a los deudos. El funeral de estado rinde los mismos honores que al presidente de la República en ejercicio y se otorga los honores militares contemplados en el Reglamento del Ceremonial Terrestre y Protocolo Militar para las Fuerzas Armadas y Policía Nacional.
No obstante, la familia tomó la decisión de no aceptar el protocolo de funeral oficial, sino realizar un funeral independiente en la Casa del Pueblo, sede central del Partido Aprista Peruano. Además se decidió cremarlo en el camposanto de Huachipa, esto se previó que sería alrededor de las 14:00 horas del día viernes 19 de abril.

Momentos clave en la despedida del ex presidente Alan García Pérez
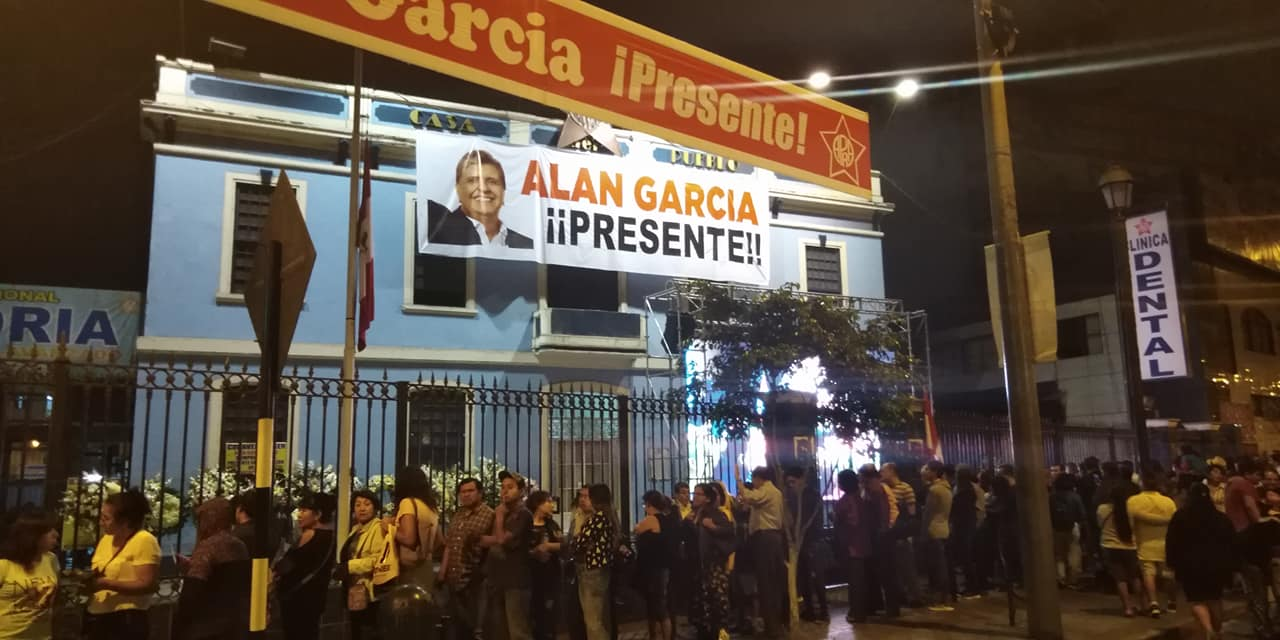
La Casa del Pueblo durante el funeral
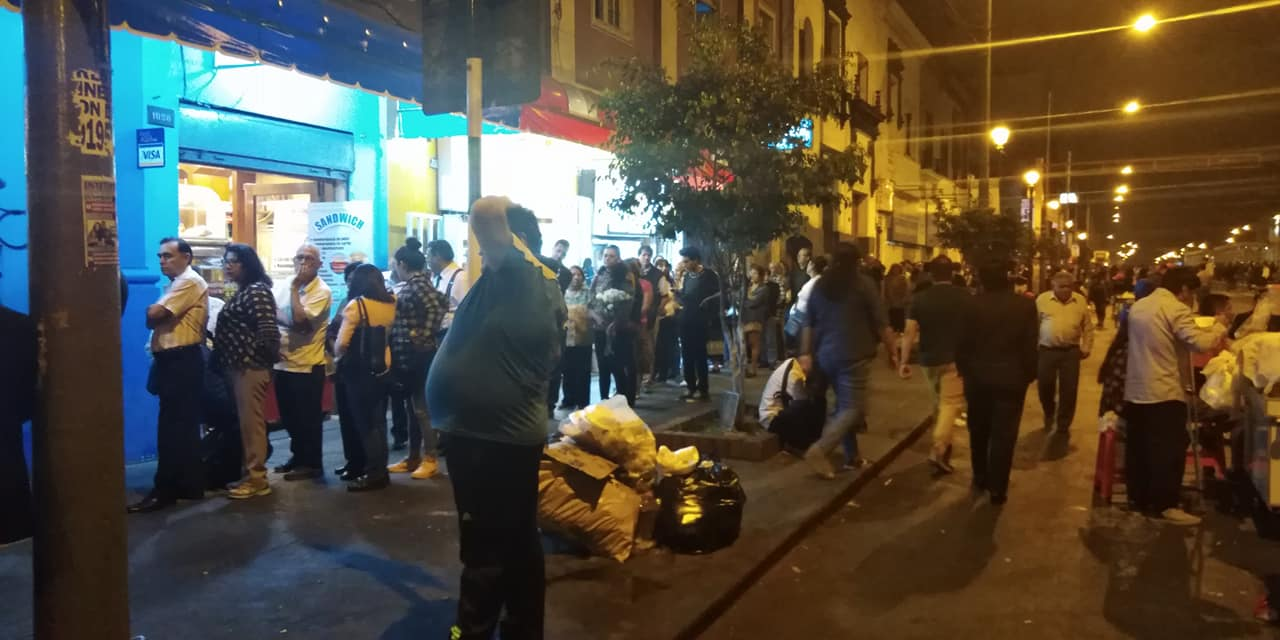
Cola de espera para ingresar a la Casa del Pueblo
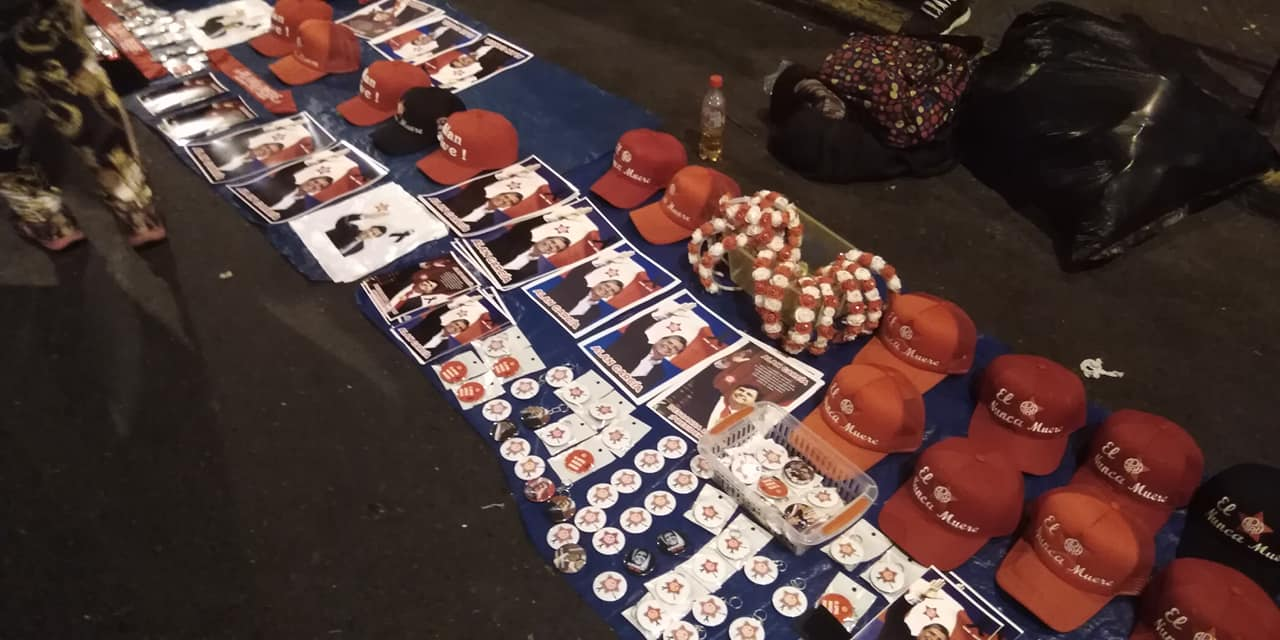
Artículos honoríficos a García

### Velorio

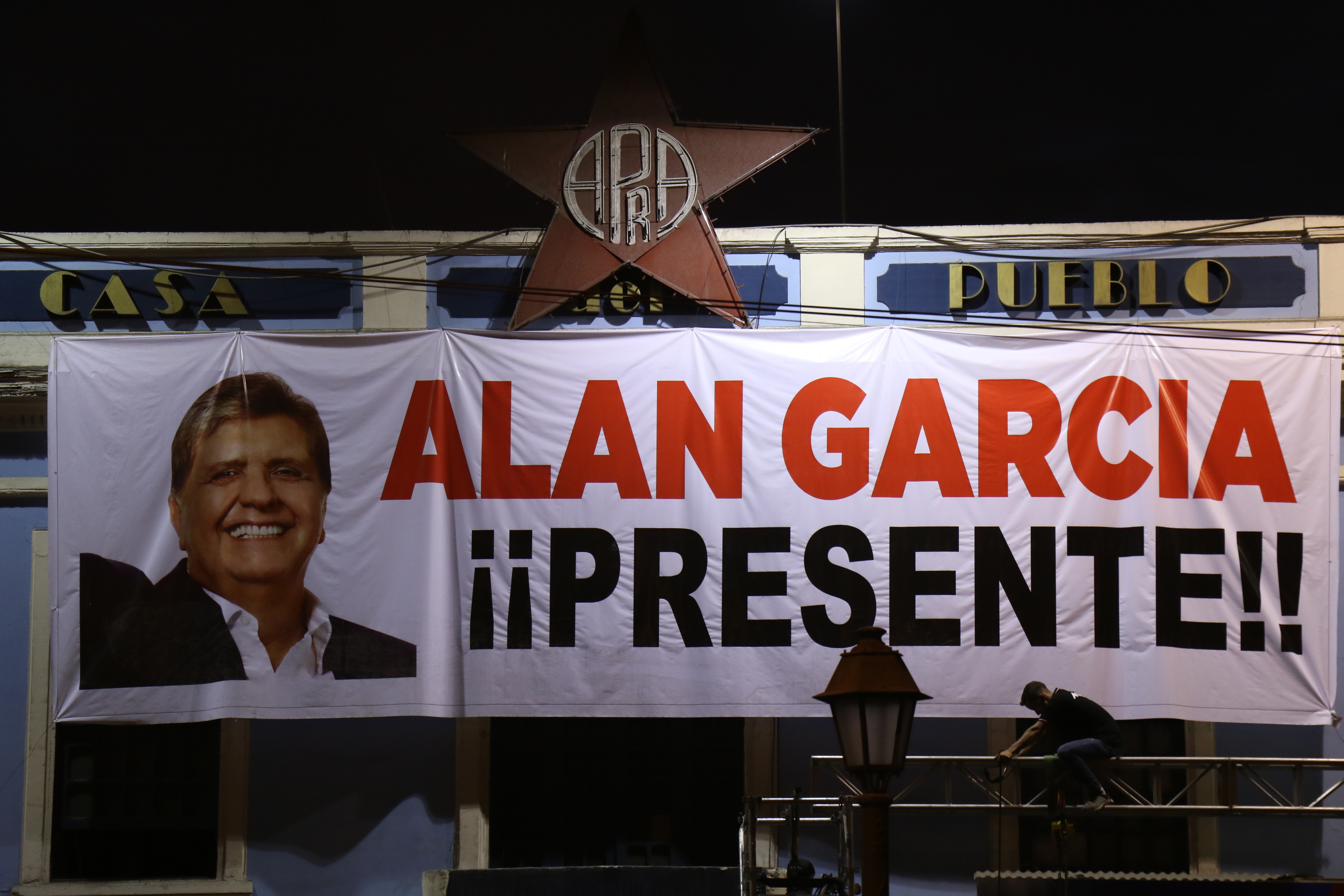
Cartel con el eslogan ¡¡Alan presente!! en la Casa del Pueblo con motivos fúnebres. En la parte superior se puede observar el emblema de la Alianza Popular Revolucionaria Americana.

Pasadas las 20:30 (GMT-5), los restos de García fueron trasladados del Hospital José Casimiro Ulloa a la Casa del Pueblo en Breña, en la cual se habilitó el Aula Magna como capilla ardiente. El cortejo fúnebre fue acompañado de un gran resguardo policial y el féretro fue recibido por simpatizantes que esperaban su llegada para despedirlo y expresar sus condolencias a la familia y amigos presentes en el local. Durante el velatorio estuvieron presentes los seis hijos de Alan García, la exprimiera dama Pilar Nores, la madre del expresidente Nytha Pérez y la última pareja de García, Roxanne Cheesman.
Hasta el Aula Magna llegaron los miembros del APRA entre los cuales se encontraban los congresistas Jorge del Castillo, Luciana León, Mauricio Mulder, Javier Velásquez Quesquén y Elías Rodríguez, así como los dirigentes Javier Valle Riestra, Omar Quezada Martínez, Luis Gonzales Posada, Luis Alva Castro, Mercedes Cabanillas y otros. Autoridades como la vicepresidenta de la República, Mercedes Aráoz y los alcaldes Jorge Muñoz Wells (Lima Metropolitana), George Forsyth (La Victoria) también se hicieron presentes en el local, así como otras figuras públicas como el fundador del Partido Popular Cristiano, Luis Bedoya Reyes, la excandidata presidencial Lourdes Flores Nano, representantes del partido Acción Popular como Raúl Diez Canseco Terry, Víctor Andrés García Belaúnde, Paloma Noceda, el excandidato presidencial Alfredo Barnechea, algunos exministros y el exalcalde de Lima Luis Castañeda Lossio. El Arzobispo de Lima Carlos Castillo Mattasoglio, el emérito Juan Luis Cipriani y el Nuncio Apostólico Nicola Girasoli también estuvieron en la ceremonia. El expresidente Ollanta Humala también se apersonó al velorio; sin embargo, los simpatizantes apristas se mostraron en contra de su ingreso, por lo que se retiró.
Durante el velatorio, Federico Danton, el hijo menor de García, firmó el padrón que lo inscribió oficialmente como militante del Partido Aprista Peruano. Además Federico Danton dio un discurso en el que manifestó: "No hay que darle gusto a nadie, a ningún enemigo que está en la calle. Hay que hacer que este partido vuelva al gobierno de cualquier manera y lo único que quiero decir ante la tumba de mi padre es adiós y gracias". Indicó.
El 19 de abril, los restos del expresidente salieron del local partidario acompañado por cantidades de simpatizantes, el cortejo fúnebre se desplazó por la avenida Alfonso Ugarte hasta el Centro de Lima, en donde recorrió la Plaza Dos de Mayo y la Plaza San Martín.

### Cremación
Poco después sus restos fueron trasladados al cementerio de Huachipa donde fueron cremados en una ceremonia privada. Tras la cremación, la urna donde se depositaron las cenizas fue entregada a su hijo menor Federico Danton. Al recibirla, el adolescente levantó la urna y la mostró a quienes la acompañaron en el camposanto. Además se supo que heredó la banda presidencial de su padre. En la actualidad las cenizas se encuentran en poder de su familia.

## Nota de suicidio
Meses antes de acabar con su vida, el expresidente había preparado una carta que por su contenido constituye una nota de suicidio, en la cual explica su premeditada decisión de quitarse la vida. Esta carta fue dada a guardar a su secretario personal Ricardo Pinedo quien la entregó a la familia el día del velorio. La carta fue leída en público por su hija Luciana García Nores y tiene el siguiente tenor:

LA RAZÓN DE MI ACTO
“Cumplí la misión de conducir el aprismo al poder en dos ocasiones e impulsamos otra vez su fuerza social. Creo que esa fue la misión de mi existencia, teniendo raíces en la sangre de ese movimiento. Por eso y por los contratiempos del poder, nuestros adversarios optaron por la estrategia de criminalizarme durante más de treinta años. Pero jamás encontraron nada y los derroté nuevamente, porque nunca encontrarán más que sus especulaciones y frustraciones.
En estos tiempos de rumores y odios repetidos que las mayorías creen verdad, he visto cómo se utilizan los procedimientos para humillar, vejar y no para encontrar verdades. Por muchos años me situé por sobre los insultos, me defendí y el homenaje de mis enemigos era argumentar que Alan García era suficientemente inteligente como para que ellos no pudieran probar sus calumnias. No hubo ni habrá cuentas, ni sobornos, ni riqueza. La historia tiene más valor que cualquier riqueza material. Nunca podrá haber precio suficiente para quebrar mi orgullo de aprista y de peruano. Por eso repetí: otros se venden, yo no.
Cumplido mi deber en la política y en las obras hechas en favor de pueblo, alcanzadas las metas que otros países o gobiernos no han logrado, no tengo por qué aceptar vejámenes. He visto a otros desfilar esposados guardando su miserable existencia, pero Alan García no tiene por qué sufrir esas injusticias y circos. Por eso, le dejo a mis hijos la dignidad de mis decisiones; a mis compañeros, una señal de orgullo, y mi cadáver como una muestra de mi desprecio hacia mis adversarios porque ya cumplí la misión que me impuse.

Que Dios, al que voy con dignidad, proteja a los de buen corazón y a los más humildes."
 Alan García Pérez,
 Expresidente del Perú

## Reacciones

### Nacional

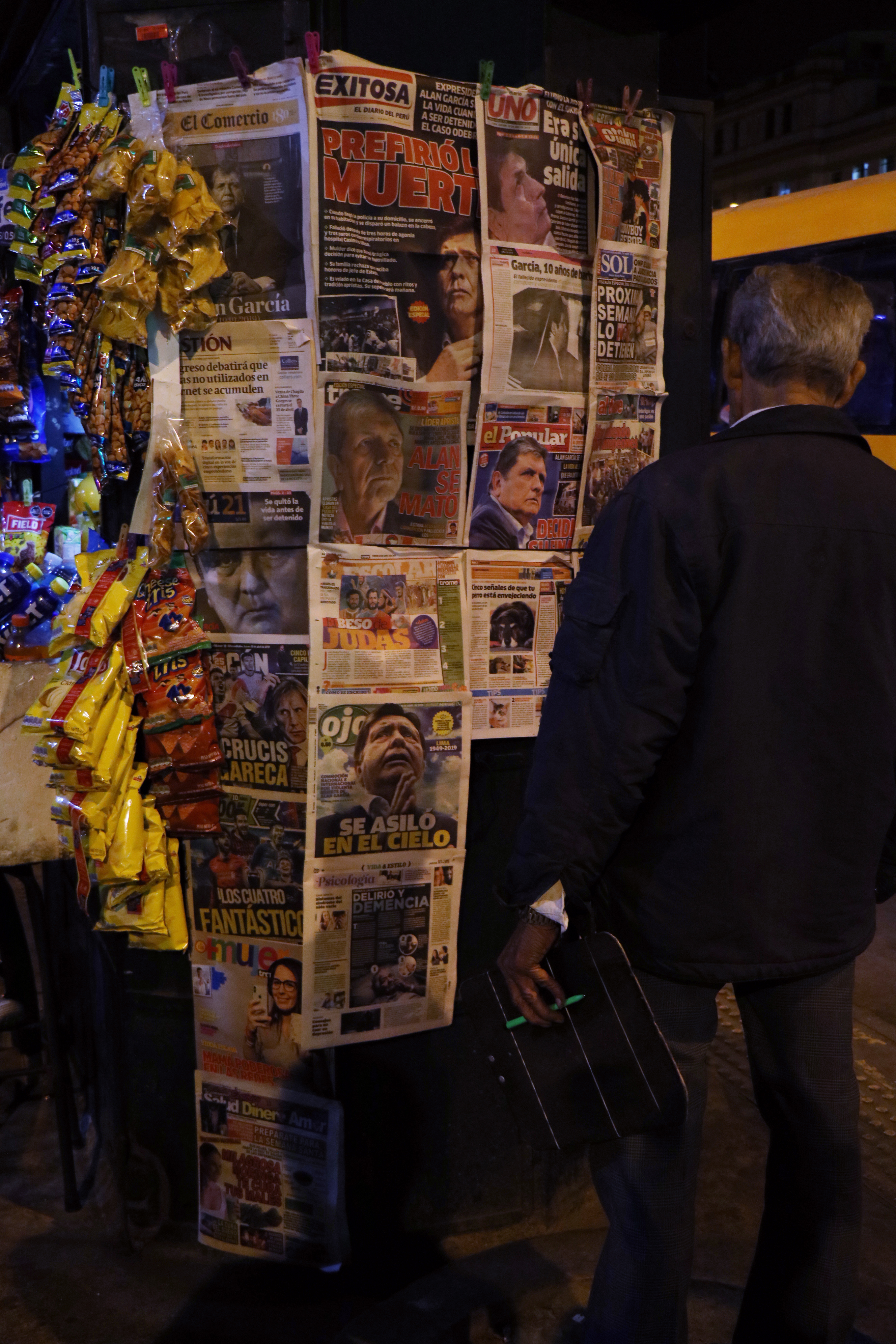
Un quiosco atendiendo de noche en Lima con los periódicos mostrando en primera plana la noticia de la muerte del expresidente Alan García.

A nivel nacional, los políticos más relevantes que brindaron su pésame de forma oficial fueron el presidente Martín Vizcarra, la vicepresidenta Mercedes Aráoz, el presidente del Consejo de Ministros Salvador del Solar, el presidente del Congreso Daniel Salaverry, el expresidente Ollanta Humala, el expresidente Alejandro Toledo, el exsecretario General de las Naciones Unidas, Javier Pérez de Cuéllar, el alcalde de la ciudad capital Jorge Muñoz así como los políticos de oposición Keiko Fujimori, Alfredo Barnechea y Verónika Mendoza. Miembros importantes del APRA como Mauricio Mulder, Jorge del Castillo, Javier Velásquez Quesquén, Mercedes Cabanillas y Luciana León. El fundador del Partido Popular Cristiano Luis Bedoya Reyes asistió al velatorio. A dicha actividad también llegó una delegación del partido fujimorista Fuerza Popular. Personalidades del mundo artístico como Beto Ortiz, Hernán Vidaurre, Carlos Álvarez, Magaly Medina, Mario Hart, Gisela Valcárcel, Iván Cruz y Pedro Suárez Vértiz también expresaron saludo de respeto a la familia de García. Durante el funeral varios simpatizantes apristas gritaron arengas del «¡Apra nunca muere!», «¡Alan Dignidad!», «¡Alan nunca muere, vive con su pueblo!», «¡Cuando un aprista muere, nunca muere!», entre otras. En las redes sociales, sin embargo, la opinión pública respecto al suceso fue muy polarizada. El cardenal Juan Luis Cipriani realizó un oratorio por la muerte del expresidente.
Por su parte, el Frente Amplio y Nuevo Perú pidieron no utilizar el suicidio de García para deslegitimar la «lucha contra la corrupción». Asimismo, representantes de la agrupación de izquierda Frente Amplio señalaron que la muerte de García "es una tragedia familiar y ese dolor debe ser respetado y no manipulado políticamente para tratar de impedir u obstruir la acción de la justicia".

### Internacional
Varios actuales y exjefes de Estado de América lamentaron el suceso, entre ellos Álvaro Uribe (expresidente de Colombia), Iván Duque (presidente de Colombia), Sebastián Piñera (presidente de Chile), Ricardo Lagos (expresidente de Chile), Evo Morales (presidente de Bolivia), Rafael Correa (expresidente de Ecuador) y Andrés Manuel López Obrador (presidente de México). La embajada de Uruguay también emitió un comunicado en donde expresaba sus condolencias y el representante del autodenominado gobierno de transición venezolano Carlos Scull expresó que García «protegió a muchos exiliados venezolanos».

## Hechos posteriores
Pocos días después de la muerte de García, la fiscalía obtuvo la declaración de Jorge Barata (ex superintendente de Odebrecht en el Perú) quien confirmó que pagó sobornos a Luis Nava Guibert, exsecretario general de palacio de gobierno durante la administración de García, precisando que dichos pagos los efectuaba porque era "el hombre de confianza del presidente". Asimismo, el exfuncionario del gobierno de García Miguel Atala Herrera confesó que el dinero que se descubrió en una cuenta de Andorra a su nombre provenía de los sobornos pagados por Odebrecht, y que ese dinero pertenecía a Alan García, indicando que el propio exmandatario así se lo manifestó.
En septiembre de 2019 Luis Nava Guibert brindó una confesión confirmando la versión de Jorge Barata en el sentido de reconocer que este en efecto había entregado dinero a Alan García desde el año 2006, de que forma se utilizó este dinero ilícito y quienes fueron sus testaferros, involucrando en la investigación a su última pareja, Roxanne Cheesman. Posteriormente el 17 de octubre, el Poder Judicial decidió cambiar el régimen de Luis Nava por arresto domiciliario.

## Sondeos de opinión
Una encuesta a nivel nacional urbano-rural realizada por el Instituto de Estudios Peruanos del 18 al 24 de abril de 2019, consultó a la ciudadanía sobre cuál considera que habría sido el motivo que llevó a Alan García a quitarse la vida, arrojando como resultado que para un 12 % de peruanos fue consecuencia de «una inadecuada presión de la fiscalía» mientras que para el 83 % se debió «al avance normal de la investigación en su contra». Asimismo, al preguntarse a la población sobre qué sentimientos le generaba la muerte del expresidente, se registraron un 41 % de reacciones negativas (decepción, vergüenza, enfado, ira, rechazo, acto de cobardía), un 26 % de reacciones neutras (indiferencia, sorpresa) y un 20 % de reacciones solidarias (tristeza, pena, compasión).
Otra encuesta realizada a nivel nacional por la empresa Datum Internacional del 3 al 6 de mayo de 2019 y publicada por el diario Perú 21, consultó a la ciudadanía sobre el destino de los sobornos que la empresa Odebrecht reconoció haber pagado durante el gobierno de Alan García, arrojando como resultado que para el 67 % «el dinero se repartió entre Alan García y funcionarios del gobierno aprista», para el 21 % «todo el dinero fue para Alan García» y para el 6 % «Alan García no recibió nada, todo el dinero se lo quedaron los funcionarios del gobierno aprista».
En 2024, una encuesta de Ipsos Perú reveló que el 79 % de los encuestados consideró que la decisión del expresidente Alan García de quitarse la vida estuvo motivada por el temor a enfrentar cargos criminales, asumiendo su culpabilidad en los mismos. Por otro lado, el 14 % especuló que el suicidio podría haber sido un acto político para salvaguardar su honor ante acusaciones de inocencia.

## Controversia

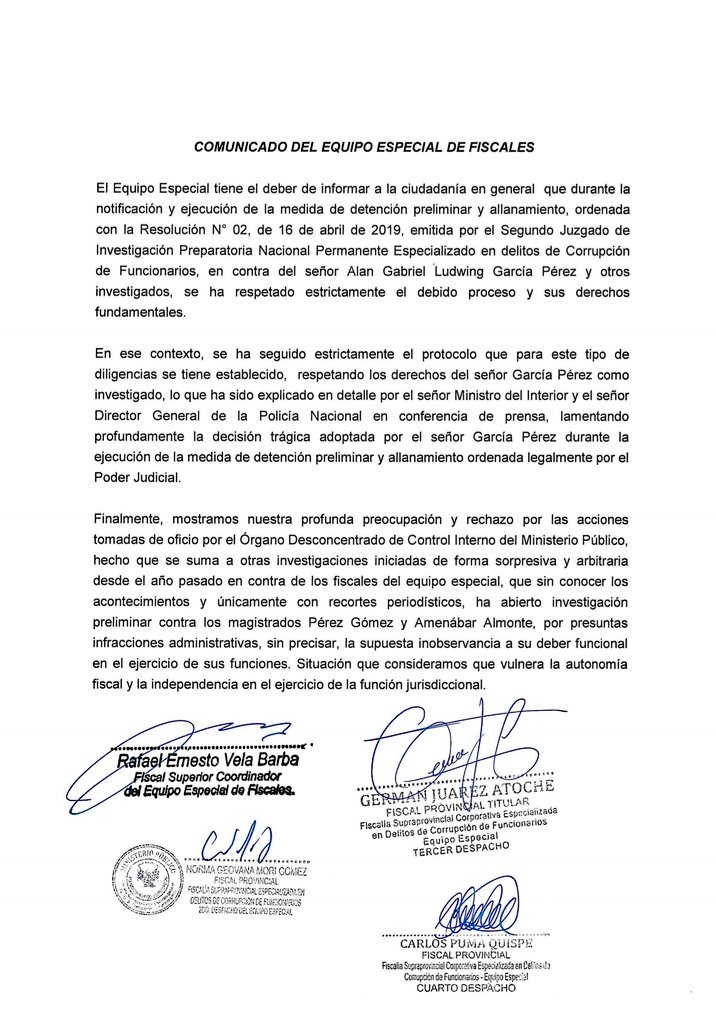
Comunicado del equipo especial de fiscales sobre el allanamiento a la vivienda del expresidente Alan García Pérez, firmado por los fiscales: Rafael Ernesto Vela Barba, Germán Juárez Atoche, Norma Geovana Mori Gómez y Carlos Puma Quispe.

La muerte de Alan García no estuvo exenta de controversia. El periodista César Hildebrandt al referirse al suicidio del expresidente señaló que «ahora hay quienes quieren darnos lecciones de moralidad pública. La corrupción institucional que nos mina desde que nacimos como República pretende levantar una estatua imaginaria y crear una leyenda martirológica». En un sentido contrario, el periodista Aldo Mariategui más bien acusó de «nefasto» al fiscal José Domingo Pérez (quien pidió prisión preventiva para García) y dijo que deberían retirarlo del caso Odebrecht, «su ego se ha vuelto desmedido y cree que jugar al implacable es administrar justicia». Sin embargo, al hacerse público pocos días después testimonios que señalaban a Alan García como el beneficiario final de sobornos pagados por Odebrecht, el propio Mariátegui precisó que «con lo declarado contra Alan García, solo familiares, personas muy amigas de él, fanáticos y negacionistas pueden seguir sosteniendo que no estaba al tanto y de que se suicidó en una suerte de harakiri por honor antes que experimentar un proceso penal y una muy posible condena que su orgullo no podía aceptar» Por su parte, el exparlamentario Fernando Olivera al referirse a la muerte del exmandatario señaló que «de honor y dignidad no tiene nada. Lo que está claro es que Alan García, ante las evidencias descubiertas por los fiscales, ha querido evadir una vez más la acción de la justicia. Por eso, a quien realmente desprecia y realmente señala como su adversario principal es a la justicia y a la verdad. Es una fuga de la justicia, fuga trágica, pero fuga al fin».
El escritor Mario Vargas Llosa, dedicó una de sus columnas en el diario El País de España a pronunciarse sobre la muerte de Alan García, señalando que «¿Fue un político honesto, comparable a un José Luis Bustamante y Rivero o a Fernando Belaúnde Terry, dos presidentes que salieron de Palacio de Gobierno más pobres de lo que entraron? Yo creo sinceramente que no. Lo digo con tristeza porque, pese a que fuimos adversarios, no hay duda que había en él rasgos excepcionales, como su carisma y energía a prueba de fuego. Pero mucho me temo que participaba de esa falta de escrúpulos, de esa tolerancia con los abusos y excesos tan extendidos entre los dirigentes políticos de América Latina que llegan al poder y se sienten autorizados a disponer de los bienes públicos como si fueran suyos, o, lo que es mucho peor, a hacer negocios privados aunque con ello violenten las leyes y traicionen la confianza depositada en ellos por los electores.» Asimismo, el escritor consideró que la muerte de Alan García no debe servir para sabotear o interrumpir la labor de los jueces y fiscales que siguen los casos de corrupción. El cardenal Pedro Barreto señaló que el fallecimiento de Alan García «es un hecho muy doloroso para todos, pero tampoco lo victimicemos y lo pongamos como héroe. Simplemente es una persona a la cual yo pido a Dios que tenga misericordia. Ni víctima ni persona valiente, tiene que ser la justicia de Dios la que diga la verdad».
Durante las últimas horas de intentar salvar la vida a Alan García unas supuestas fotos de su cuerpo ensangrentando se estaban compartiendo por redes sociales. El expresidente Ollanta Humala fue impedido de poder ingresar a la Casa del Pueblo por orden de Federico Danton, hijo menor de García. Danton también el mismo 17 de abril hizo oficial su inscripción al partido de su padre y dijo que «hay que hacer que el APRA vuelva al gobierno de cualquier manera», lo que provocó todo un revuelo en los medios de comunicación.

## Teorías conspirativas
Alrededor de la muerte de Alan García se tejieron diversas teorías conspirativas a través de las redes sociales.

### Supuesto exilio
Inicialmente, la más llamativa es aquella que dice que el expresidente no se suicidó y su cuerpo fue reemplazado por una persona físicamente similar a él, por ese motivo el ataúd se encontraba cerrado al momento del velorio, no hay sangre derramada en la casa donde se cometió el suicidio y ni tampoco en la camioneta en donde fue trasladado al hospital y finaliza que el verdadero García se encuentra en algún punto de Europa.

### Motivos de su muerte
En medio del escándalo de corrupción en el Ministerio Público, las declaraciones del fiscal Jaime Villanueva sugirieron investigaciones sobre el cercado jurídico hacia García. En abril de 2024, el congresista Jorge Montoya, representante del partido Renovación Popular, propuso la creación de una comisión para investigar posibles infracciones de garantías constitucionales al expresidente. Esta iniciativa surgió bajo la premisa de la relevancia histórica del asunto para los intereses de la nación.

## En la ficción
- Justicia para Alan (2023), documental que relata los últimos meses de vida del exmandatario.
- Vivo o muerto: el expediente García (2024), película que aborda el supuesto exilio alrededor del suicidio del exmandatario.